# 連州市
連州市（れんしゅうし）は中華人民共和国広東省清遠市に位置する県級市。

## 歴史
590年（開皇10年）、隋により連州が設置された。1912年に連県に改編、1994年に連州市に昇格し現在に至る。

## 行政区画
下部に10鎮、2民族郷を管轄する
- 鎮
  - 連州鎮、星子鎮、大路辺鎮、竜坪鎮、西岸鎮、保安鎮、豊陽鎮、東陂鎮、九陂鎮、西江鎮
- 民族郷
  - 瑤安ヤオ族郷、三水ヤオ族郷